# 北マリアナ諸島

北マリアナ諸島自治連邦区
Sankattan Siha Na Islas Mariånas（チャモロ語）
 Commonwealth of the Northern Mariana Islands（英語）
 Commonwealth Téél Falúw kka Efáng llól Marianas（カロリン語）

地域の標語：なし
地域の歌：Gi Talo Gi Halom Tasi（チャモロ語）
Satil Matawal Pacifiko （カロリン語）

北マリアナ諸島自治連邦区（きたマリアナしょとうじちれんぽうく、チャモロ語: Sankattan Siha Na Islas Mariånas、英語: Commonwealth of the Northern Mariana Islands、カロリン語: Commonwealth Téél Falúw kka Efáng llól Marianas）、通称北マリアナ諸島（チャモロ語: Notte Mariånas）は、ミクロネシアのマリアナ諸島のうち、南端のグアム島を除く、サイパン島やテニアン島、ロタ島などの14の島から成るアメリカ合衆国の自治領（コモンウェルス）である。主都は、サイパン島のススペ。

## 地位
北マリアナ諸島は、1945年まで日本の委任統治領である「南洋諸島」を構成していたが、戦後、米国の信託統治下の太平洋諸島信託統治領となった。
その後、ともに太平洋諸島信託統治領を構成したパラオ・マーシャル諸島・ミクロネシア連邦が米国と自由連合関係にある独立国となったのに対し、北マリアナ諸島は米国の自治地域であるコモンウェルスとなった。北マリアナ諸島の住民は、米国の市民権を有する。
州とは異なり連邦税の納税義務を持たず、合衆国大統領選挙の投票権もない。ただし二大政党の合衆国大統領予備選挙では州同様の代議員選出権があり、大統領候補者指名に加わることができる。
合衆国議会の議員選挙権も無く、首都ワシントンD.C.に北マリアナ政府代表が常駐するにとどまっていたが、2008年よりオブザーバーの資格で合衆国下院の委員会に代表委員を送ることが認められるようになった。
「北マリアナ諸島連邦」と日本語訳されることがあるが、連邦制を敷いているわけではない。

## 地理

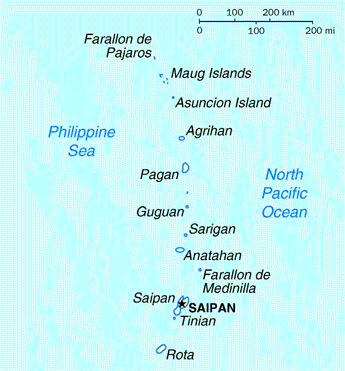
北マリアナ諸島の地図

### 島々
北から順番に以下の通りとなる
。
| 日本語                                     | チャモロ語                   | 英語                          | 人口 人 | 面積 km2 | 最高標高 m | 北緯 N | 東経 E  | 行政区画   |
| ------------------------------------------ | ---------------------------- | ----------------------------- | ------- | -------- | ---------- | ------ | ------- | ---------- |
| ファラリョン・デ・パハロス島（ウラカス島） | Farallon de Pajaros (Uracas) | Farallon de Pajaros (Urracas) | 0       | 2.55     | 319        | 20°33' | 144°54' | 北部諸島市 |
| マウグ島                                   | Måug                         | Maug Islands                  | 0       | 2.13     | 227        | 20°02' | 145°19' | 北部諸島市 |
| アスンシオン島                             | Asuncion                     | Asuncion                      | 0       | 7.31     | 891        | 19°43' | 145°41' | 北部諸島市 |
| アグリハン島                               | Agrigan                      | Agrihan                       | 0       | 43.51    | 965        | 18°46' | 145°40' | 北部諸島市 |
| パガン島                                   | Pågan                        | Pagan                         | 0       | 47.24    | 579        | 18°08' | 145°47' | 北部諸島市 |
| アラマガン島                               | Alamågan                     | Alamagan                      | 0       | 11.11    | 744        | 17°35' | 145°50' | 北部諸島市 |
| ググアン島                                 | Guguan                       | Guguan                        | 0       | 3.87     | 301        | 17°20' | 145°51' | 北部諸島市 |
| ジーランディア礁                           | Papaungan                    | Zealandia Bank                | 0       | 0        | 0          | 16°45' | 145°42' | 北部諸島市 |
| サリガン島                                 | Sarigan                      | Sarigan                       | 0       | 4.97     | 549        | 16°43' | 145°47' | 北部諸島市 |
| アナタハン島                               | Anatåhån                     | Anatahan                      | 0       | 31.21    | 787        | 16°22' | 145°40' | 北部諸島市 |
| ファラリョン・デ・メディニラ島             | Farallon de Medinilla        | Farallon de Medinilla         | 0       | 0.85     | 81         | 16°01' | 146°04' | 北部諸島市 |
| サイパン島                                 | Sa'ipan                      | Saipan                        | 48,220  | 115.38   | 474        | 15°11' | 145°44' | サイパン市 |
| サイパン海峡                               |                              |                               |         |          |            |        |         |            |
| テニアン島                                 | Tini'an                      | Tinian                        | 3,136   | 101.01   | 170        | 14°57' | 145°38' | テニアン市 |
| テニアン海峡                               |                              |                               |         |          |            |        |         | テニアン市 |
| アギガン島 （アグイハン島）                | Aguiguan                     | Aguigan / Aguihan / Aguijan   | 0       | 7.10     | 157        | 14°42' | 145°18' | テニアン市 |
| ロタ島                                     | Luta                         | Rota                          | 2,527   | 85.39    | 491        | 14°08' | 145°11' | ロタ市     |

ロタ島の南にはアメリカ合衆国準州のグアム島がある。グアム島も含める場合はマリアナ諸島と呼ぶ。

## 内政

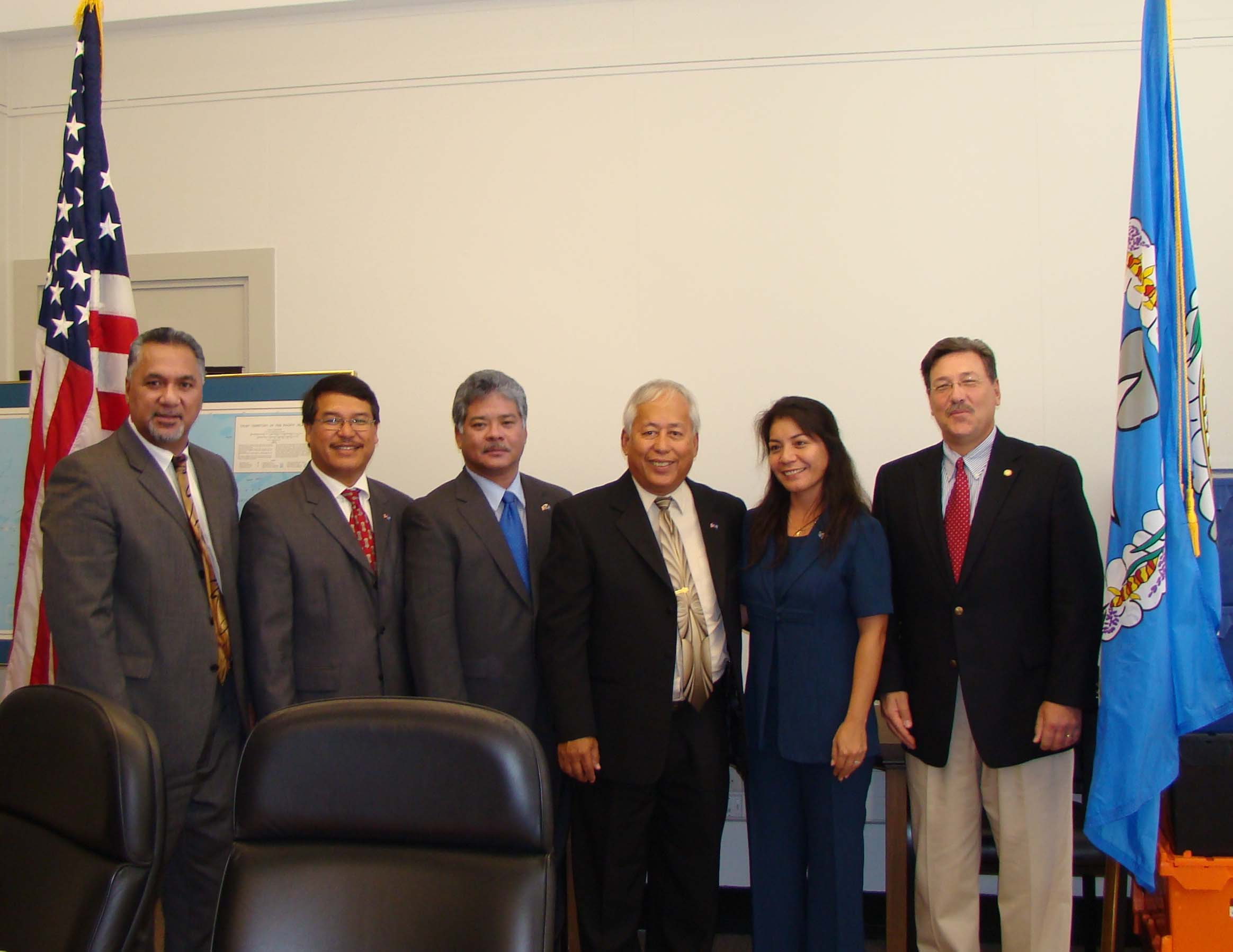
北マリアナ諸島政府代表

- 他の州と同様に三権分立の原則に基づき自治政府が構成されている。
  - 公選制の知事が行政権を統括している。
  - 二院制の議会が立法権を統括していて、二大政党の共和党と民主党を中心に構成されている。
  - 前者二権から独立した裁判所が司法権を統括している。
- 外交と防衛は、アメリカ合衆国連邦政府に委任している。
- 死刑制度は無い。

## 歴史
紀元前に東南アジアから渡って来たチャモロ人の定住を経て、古代にはタガ王朝が成立した。1565年には全島がスペインの支配下に入ったが、チャモロ人の反乱は絶えず、スペイン＝チャモロ戦争が勃発する。1698年には全島民がグアムに強制移住させられた。1898年、米西戦争の結果ドイツ領となり、第一次世界大戦後、日本の国際連盟委任統治領になる。太平洋戦争中、日米の激戦地として住民を巻き込んだ地上戦が展開された。戦後、アメリカの国連信託統治領を経て、1978年から北マリアナ諸島としてアメリカの自治領になる。
- 紀元前16世紀頃 - チャモロ人が移住。
- 9世紀頃 - タガ王朝成立。ラッテストーンの建造が開始される。
- 16世紀頃 - カロリン諸島からのカロリニアンと交易し、一部がサイパン島に移住する。
- 1521年 - ポルトガル人フェルディナンド・マゼランがグアム島に到達。
- 1565年 - スペインが領有権を宣言し、スペイン領東インド(Indias Orientales Españolas)が成立する。
- 1899年 - ドイツ・スペイン条約によって、ドイツ領ニューギニア(Deutsch-Neuguinea)の一部となる。
- 1914年 - 第一次世界大戦で日本が占領。
- 1920年 - ヴェルサイユ条約により日本の委任統治領南洋諸島となる。
- 1944年 - 第二次世界大戦で住民を巻き込んだ激戦地となり、サイパン島を中心に多くの犠牲者が出る。サイパン島とテニアン島をアメリカが占領する。
  - 1944年6月15日～7月9日 - サイパンの戦い
  - 1944年7月24日～8月1日 - テニアンの戦い
- 1945年8月15日 - 日本が降伏する。この後ロタ島とパガン島もアメリカが占領する。
- 1947年 - 国際連合でアメリカの太平洋諸島信託統治領（Trust Territory of the Pacific Islands）の一部とされ、サイパン島のキャピトルヒルが首都とされた。
- 1950年6月 - アナタハンの女王事件が発覚する。
- 1952年 - サンフランシスコ講和条約発効により、日本が旧委任統治領を放棄する。
- 1986年11月3日 - アメリカとの独自の交渉によりコモンウェルス規約を締結し、レーガン大統領が北マリアナ諸島をコモンウェルスと宣言する。
- 2009年 - 連邦化プログラムが施行され、出入国管理権がアメリカ合衆国連邦政府に移管される[3]。

- 南洋庁サイパン支庁
- 戦前の彩帆香取神社
- 太平洋諸島信託統治領政府庁舎
- 北マリアナ諸島のコモンウェルス盟約の署名
- 北マリアナ諸島政府本庁

## 住民

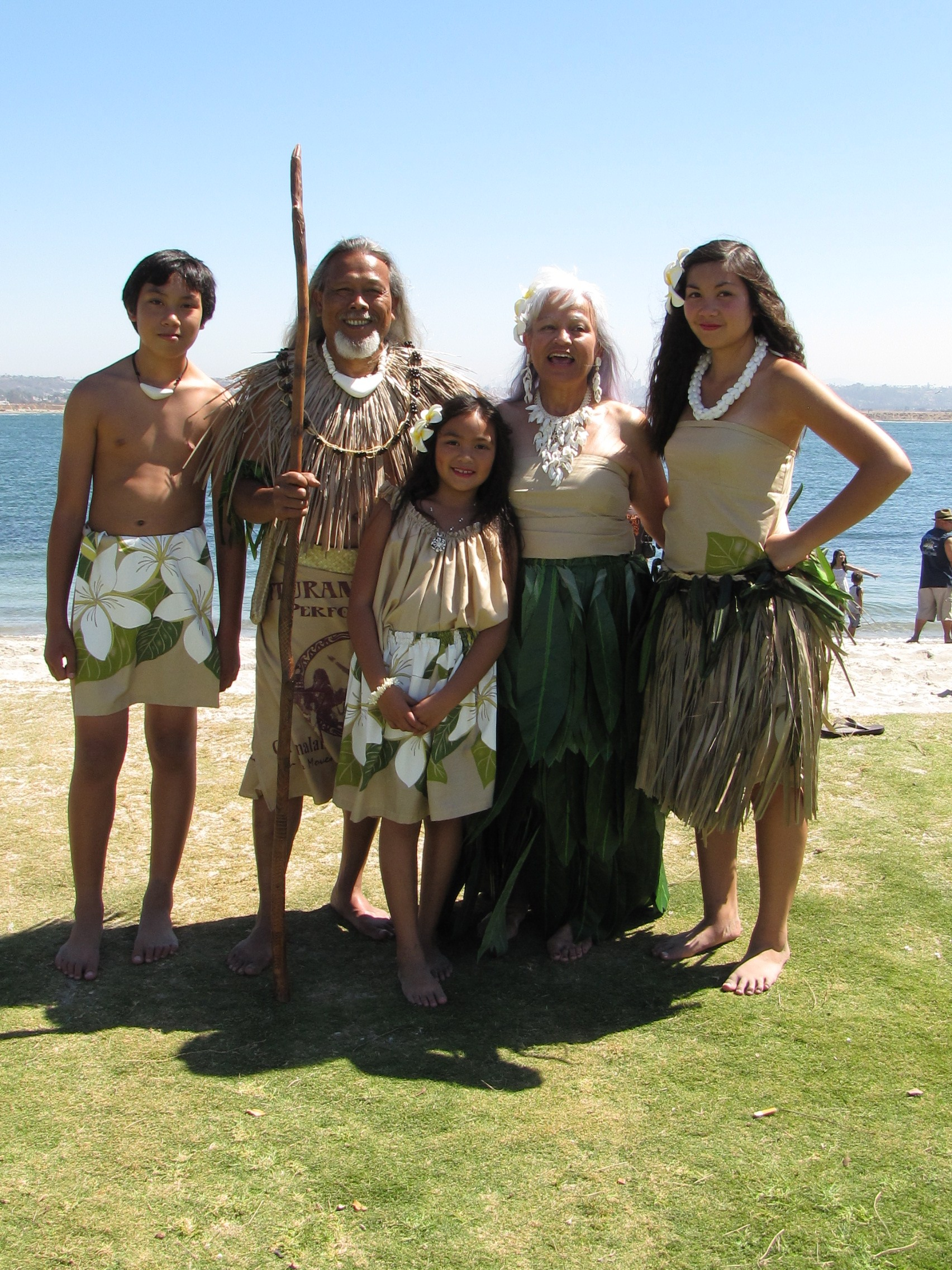
チャモロの民族衣装

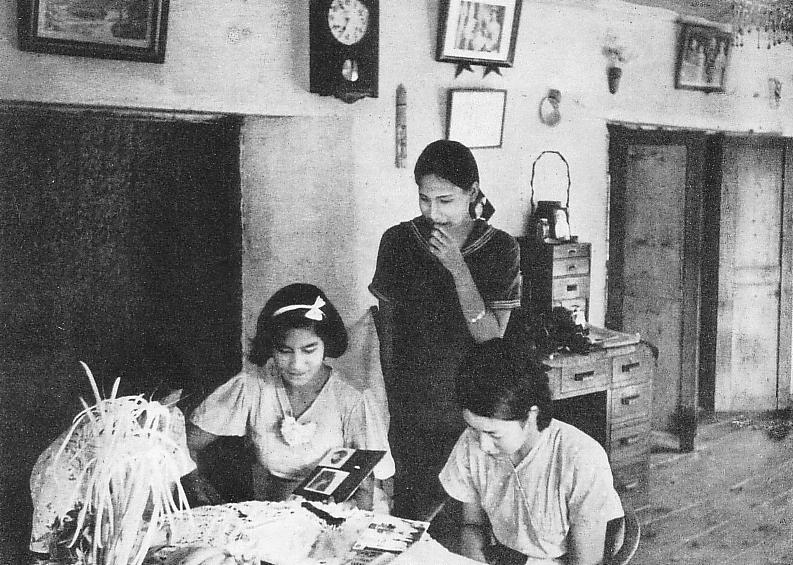
日本統治時代のチャモロ人（1930年代）

### 人種
アメリカ市民権を有する者の中では、先住民族のチャモロ人・カロリン人が圧倒的に多い。先住民の多くが、スペイン統治時代に伝来したカトリックを信仰している。最初にこの島々に居住した人々の子孫はチャモロ人と呼ばれるが、現在はミクロネシア連邦に属するカロリン諸島との交流も古い伝統があり、カロリン諸島系の住民（カロリン人）も少なくない。
ドイツ及び日本による統治時代には、先住民による遠洋航海禁止政策によって、一旦カロリン諸島との交流は途絶えたが、1970年にサタワル島の航法師ルイス・レッパンルックが再びカロリン諸島とサイパンの間をカヌーによって航海し、現在は両者の交流は再び盛んになっている。
戦後、北マリアナ諸島には、多くの外国人が移住しており、特にフィリピン人と中国人の人口は、チャモロ人を凌駕している。
|                  | 民族出自     | 人口     | 比率   |
| ---------------- | ------------ | -------- | ------ |
| アジア系         | フィリピン系 | 19,017人 | 35.29% |
| アジア系         | 中国系       | 3,659人  | 6.79%  |
| アジア系         | 韓国系       | 2,253人  | 4.18%  |
| アジア系         | その他       | 1,979人  | 3.67%  |
| ハワイ・太平洋系 | チャモロ系   | 12,902人 | 23.94% |
| ハワイ・太平洋系 | カロリン系   | 2,461人  | 4.57%  |
| ハワイ・太平洋系 | その他       | 3,437人  | 6.38%  |
| その他           | その他       | 1,343人  | 2.49%  |
| 複合人種         | 複合人種     | 6,832人  | 12.68% |

### 言語
北マリアナ諸島では、主に公用語である英語、チャモロ語やカロリン語が話される。

## 経済

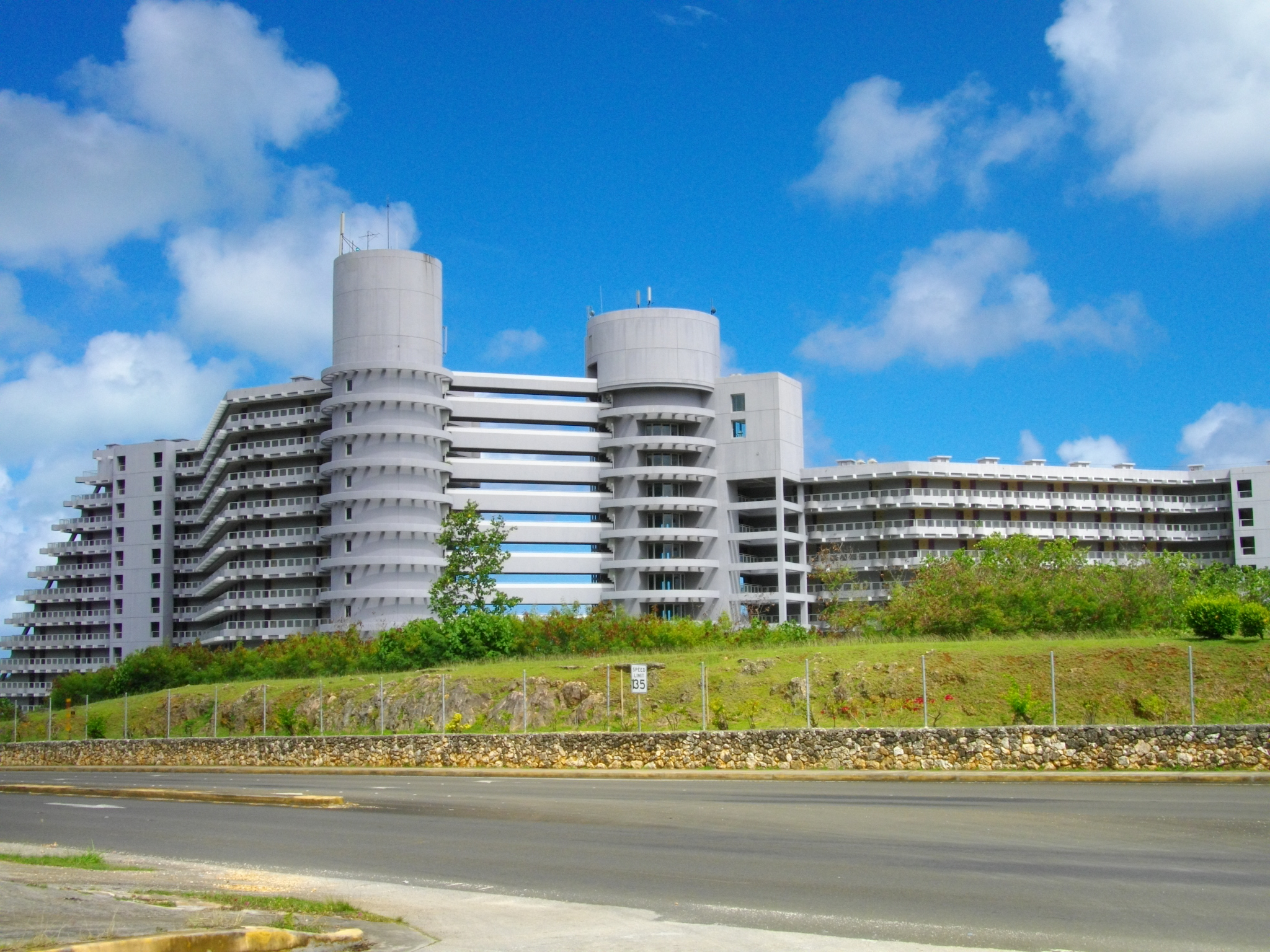
ホテル・ニッコー・サイパン

主要産業は、日本人を対象にした観光業であり、観光客のほとんど（7割以上）を日本人が占めている。かつて、JALグループは、グアム以上にサイパンの観光開発を重視しており、日本‐サイパン間の路線を毎週14便運航し、年間16万人を旅客輸送していた。ホテル経営にも積極的で、ホテル・ニッコー・サイパンを営業しており、最盛期には、大型ショッピングモールラ・フィエスタ・サン・ロケ・ショッピングプラザをオープンさせ脚光を浴びていた。ラ・フィエスタでは、日本航空のジャンボジェットで空輸した雪で雪まつりが行われ、観光客のみならず地元住民も楽しみにしているイベントであった。
しかし2005年後半以降、収益性の低いリゾート路線のコスト削減の観点から、日本航空の定期便運休やサイパン地点撤退の影響もあり、ピーク時に比べ30%減と日本人観光客が減少傾向にある。これに対して韓国人や中国人の観光客が増加しているが、日本人観光客減少の損失を補えるほどではなかったため、北マリアナ経済は大きな打撃を受けることとなった。マリアナ政府観光局は、再び日本人観光客を誘致するための政策を行っているが、2018年5月6日をもってデルタ航空がサイパンから撤退することが決定し、サイパンと日本を結ぶ直行便は途絶えることとなった。しかしマリアナ政府観光局の働きかけにより、2019年3月22日からスカイマークが成田〜サイパン間に国際チャーター便を就航させ、2019年11月29日より定期便化し、サイパンへの定期直行便が復活した。だが、新型コロナウイルス感染症の拡大に伴い2020年3月26日以降運休しており、再開は未定となっている。再びサイパン直行便が途絶えることとなったが、2022年9月1日よりユナイテッド航空が成田国際空港～サイパン国際空港を週三回往復する定期便を就航することとなった。ユナイテッド航空は、統合相手であるコンチネンタル航空がかつて就航していた路線である成田-サイパン便を合併後に復活させたという形になる。

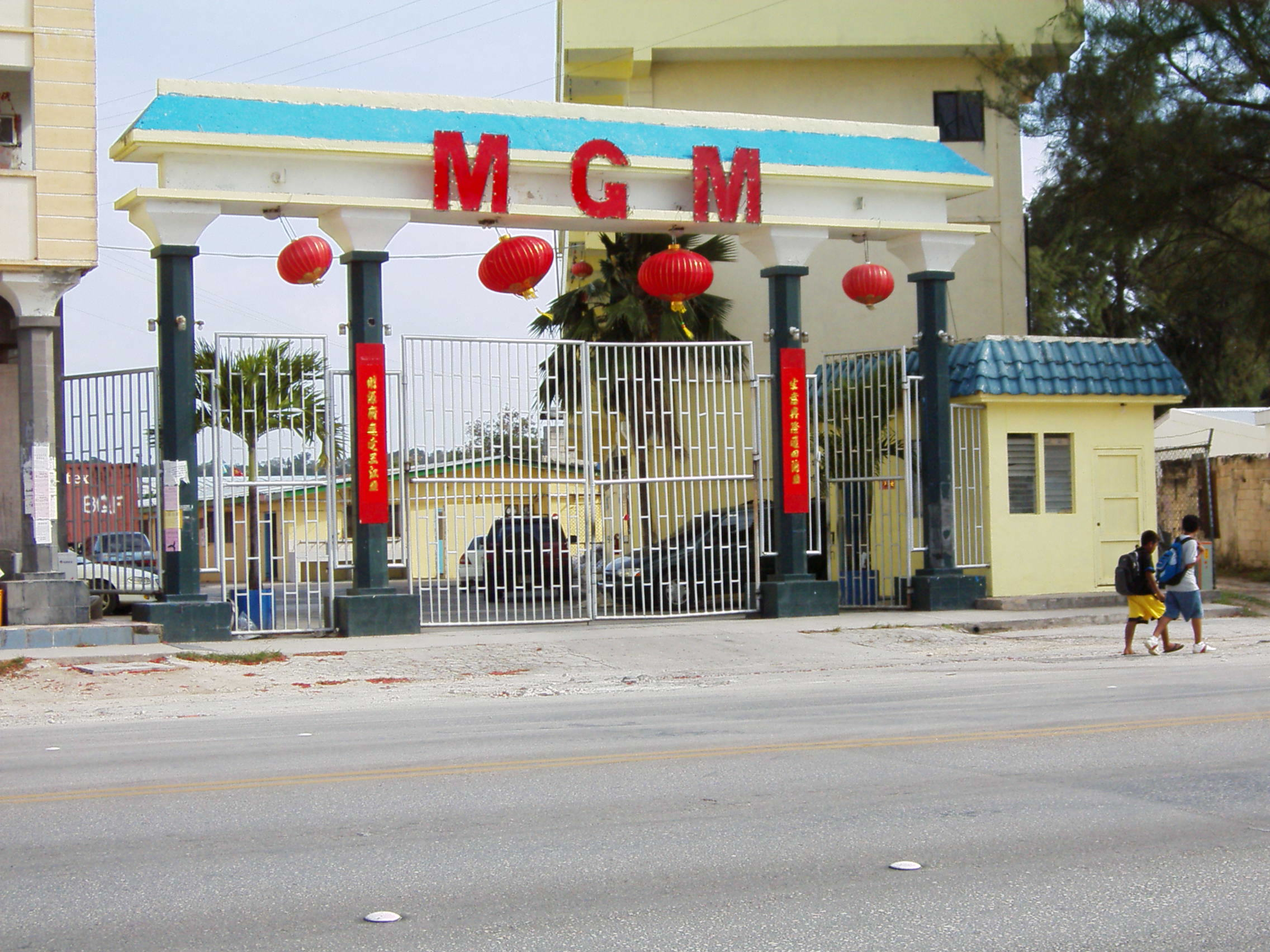
かつて存在していた縫製工場

また、かつては繊維業が盛んであった。北マリアナ諸島では、コモンウェルス盟約の規定により、独自の労働法や出入国管理制度が認められていたため、最低賃金を合衆国政府が定める基準よりも低く設定し、そして、入国審査も緩くすることで中国人の出稼ぎ労働者を受け入れ、彼らが働く繊維工場が域内各地に出来た。北マリアナ諸島は米国領であるため、「Made in USA」の表示が許され、安価な北マリアナ製衣服が市場を席巻した。しかし、労働者に対する不当な搾取や、当地で生まれた子に米国籍を取得させるために中国人の妊婦が大挙して渡航する等の問題化したため、合衆国政府は北マリアナ諸島政府からこれらの権限を剥奪し、合衆国政府の管理下に置くこととなった。そのため、これらの繊維工場は次々と閉鎖されることになった。

## スポーツ
2005年に国内リーグの北マリアナ諸島サッカーリーグが創設された。北マリアナ諸島サッカー協会（NMIFA）によって構成されるサッカー北マリアナ諸島代表は、FIFAには未加盟のためFIFAワールドカップには参加出来ない。アジアサッカー連盟（AFC）には2020年12月に正規加盟が承認された。EAFF E-1サッカー選手権の予選には出場しているが、本大会には未出場である。